# Navarrai uralkodók házastársainak listája

A Navarrai Királyság címere

A navarrai uralkodók házastársainak listáját tartalmazza az alábbi táblázat 905-től 1792-ig.

## Egységes ország Pamplona (Iruñea) székhellyel

### Jimeno-ház, 905–1234
| Képe | Címere | Neve                                | Apja                                               | Születése     | Házassága              | Királyi hitvessé válása (koronázása) | Királyi hitvesi terminus vége     | Halála                 | Házastársa  |
| ---- | ------ | ----------------------------------- | -------------------------------------------------- | ------------- | ---------------------- | ------------------------------------ | --------------------------------- | ---------------------- | ----------- |
| –    |        | Toda Aznárez királyné               | Aznar Sánchez, Larraún ura (Íñiguez)               | 885           | ?                      | 905 férje trónra lépte               | 925. december 11. férje halála    | 970 után               | I. Sancho   |
| –    |        | Sancha Aznárez királyné             | Aznar Sánchez, Larraún ura (Íñiguez)               | ?             | ?                      | 925. december 11. férje trónra lépte | 931. május 29. férje halála       | ?                      | II. Jimeno  |
| –    |        | Andregoto Galíndez királyné         | II. Galindo Aznárez, Aragónia grófja (Aragóniai)   | 900 körül     | 933. március 9. után   | 933. március 9. után                 | 940 eltaszítva                    | 972                    | III. García |
| –    |        | Leóni Teréz királyné                | II. Ramiro leóni király (Beni Alfons)              | 928           | 943 vagy azelőtt       | 943 vagy azelőtt                     | 970. február 22. férje halála     | 957. szeptember után   | III. García |
|      |        | Urraca Fernández királyné           | Fernán González, Kasztília grófja (Kasztíliai)     | 920/35        | 962                    | 970. február 22. férje trónra lépte  | 994. december férje halála        | 1007 után              | II. Sancho  |
| –    |        | Jimena Fernández királyné           | Fernando Vermúdez, Cea grófja                      | 970 körül     | 981. augusztus körül   | 994. december férje trónra lépte     | 1004 férje halála                 | 1035 után              | IV. García  |
| –    |        | Kasztíliai Muniadona Mayor királyné | García Sánchez, Kasztília grófja (Kasztíliai)      | 990/5         | 1011. június 27. előtt | 1011. június 27. előtt               | 1035. október 18. férje halála    | 1066. július 13. után  | III. Sancho |
| –    |        | Barcelonai Stefánia királyné        | Rajmund Borrell, Barcelona grófja (Barcelonai-ház) | ?             | 1038                   | 1038                                 | 1054. szeptember 1. férje halála  | 1066 után              | V. García   |
| –    |        | Placentia királyné                  | ?                                                  | ?             | 1068 után              | 1068 után                            | 1076. június 4. férje halála      | 1088. április 14. után | IV. Sancho  |
| –    |        | Roucy Felícia királyné              | IV. Hilduin roucy gróf (Roucy-ház)                 | 1060          | 1076                   | 1076                                 | 1094. június 4. férje halála      | 1123. május 3.         | V. Sancho   |
| –    |        | Aquitániai Ágnes királyné           | VIII. Vilmos aquitániai herceg (Poitiers-ház)      | 1072          | 1086. január           | 1094. június 4. férje trónra lépte   | 1097. június 6.                   | 1097. június 6.        | I. Péter    |
| –    |        | Savoyai Berta királyné              | I. Péter savoyai gróf (Savoyai-ház)                | 1075          | 1097. augusztus 16.    | 1097. augusztus 16.                  | 1104. szeptember 28. férje halála | 1111 előtt             | I. Péter    |
|      |        | Kasztíliai Urraca királyné          | VI. Alfonz kasztíliai király (Jimeno-ház)          | 1079. április | 1109. október          | 1109. október                        | 1115 válás                        | 1126. március 8.       | I. Alfonz   |
| –    |        | Laigle-i Margit királyné            | Gilbert, Laigle ura                                | 1104          | 1130 után              | 1134 férje trónra lépte              | 1141. május 25.                   | 1141. május 25.        | VI. García  |
| –    |        | Kasztíliai Urraca királyné          | VII. Alfonz kasztíliai király (Burgund-Ivreai-ház) | 1132          | 1144. június 24.       | 1144. június 24.                     | 1150. november 21. férje halála   | 1164. október 26.      | VI. García  |
| –    |        | Kasztíliai Sancha királyné          | VII. Alfonz kasztíliai király (Burgund-Ivreai-ház) | 1139          | 1153. július 20.       | 1153. július 20.                     | 1177. augusztus 5.                | 1177. augusztus 5.     | VI. Sancho  |
|      |        | Toulouse-i Konstancia királyné      | VI. Rajmund toulouse-i gróf (Rouergue-ház)         | 1180          | 1195                   | 1195                                 | 1200 válás                        | 1260. május 12. után   | VII. Sancho |

### Champagne-ház, 1234–1305
| Képe | Címere | Neve                              | Apja                                          | Születése        | Házassága | Királyi hitvessé válása (koronázása) | Királyi hitvesi terminus vége    | Halála             | Házastársa             |
| ---- | ------ | --------------------------------- | --------------------------------------------- | ---------------- | --- | --- | -------------------------------- | ------------------ | ---------------------- |
|      |        | Bourbon Margit királyné           | VIII. Archambaud, Bourbon ura (Dampierre-ház) | 1211             | 1232. szeptember 22. | 1234. április 7. férje trónra lépte | 1253. július 8. férje halála     | 1256. április 12.  | I. (Trubadúr) Theobald |
|      |        | Capet Izabella királyné           | IX. Lajos francia király (Capeting-ház)       | 1241. március 2. | 1255. április 6. | 1255. április 6. | 1270. december 4. férje halála   | 1271. április 17.  | II. Theobald           |
|      |        | Artois-i Blanka királyné          | I. Róbert, Artois grófja (Artois-ház)         | 1248             | 1269 | 1270. december 4. férje trónra lépte | 1274. július 22. férje halála    | 1302. május 2.     | I. (Kövér) Henrik      |
|      |        | I. (IV.) Fülöp iure uxoris király | III. Fülöp francia király (Capeting-ház)      | 1268             | 1284. augusztus 16., Párizs Házasságkötése révén Fülöp elnyerte a iure uxoris királyi címet és társuralkodói rangra emelkedett felesége mellett. | 1284. augusztus 16., Párizs Házasságkötése révén Fülöp elnyerte a iure uxoris királyi címet és társuralkodói rangra emelkedett felesége mellett. | 1305. április 4. felesége halála | 1314. november 29. | I. Johanna             |

### Capeting-dinasztia, 1284–1349
| Képe | Címere | Neve                                     | Apja                                                                             | Születése         | Házassága | Királyi hitvessé válása (koronázása) | Királyi hitvesi terminus vége                                            | Halála                                                                   | Házastársa             |
| ---- | ------ | ---------------------------------------- | -------------------------------------------------------------------------------- | ----------------- | --- | --- | ------------------------------------------------------------------------ | ------------------------------------------------------------------------ | ---------------------- |
|      |        | Burgundi Margit királyné                 | II. Róbert burgundi herceg (Burgundi-ház)                                        | 1290              | 1305. szeptember 23. | 1305. szeptember 23. | 1315. augusztus 14                                                       | 1315. augusztus 14                                                       | I. (X./Civakodó) Lajos |
|      |        | Anjou Klemencia királyné                 | Anjou Károly nápolyi királyi herceg (Ötödik Anjou-ház, Capeting-ház)             | 1293. február     | 1315. augusztus 19. | 1315. augusztus 19. | 1316. június 5. férje halála                                             | 1328. október 12.                                                        | I. (X./Civakodó) Lajos |
|      |        | Burgundi Johanna királyné                | IV. Ottó burgundi gróf (Châlon-ház)                                              | 1292. január 15.  | 1307. január | 1316. november 20. férje trónra lépte | 1322. január 3. férje halála                                             | 1330. január 21.                                                         | II. (V./Hosszú) Fülöp  |
|      |        | Burgundi Blanka királyné                 | IV. Ottó burgundi gróf (Châlon-ház)                                              | 1296              | 1308. május 20. | 1322. január 3. férje trónra lépte | 1322. május 19. válás                                                    | 1326. április 29.                                                        | I. (IV./Szép) Károly   |
|      |        | Luxemburgi Mária királyné                | VII. Henrik német-római császár (Luxemburg-ház)                                  | 1304              | 1322. szeptember 21. | 1322. szeptember 21. | 1324. március 26.                                                        | 1324. március 26.                                                        | I. (IV./Szép) Károly   |
|      |        | Évreux-i Johanna királyné                | I. Lajos évreux-i gróf (Évreux-ház, Capeting-ház)                                | 1310              | 1325. július 5. | 1325. július 5. | 1328. február 1. férje halála                                            | 1371. március 4.                                                         | I. (IV./Szép) Károly   |
|      |        | III. (Évreux-i) Fülöp iure uxoris király | I. Lajos évreux-i gróf, III. Fülöp francia király fia (Évreux-ház, Capeting-ház) | 1306. március 27. | 1328. október 9., Château de Conflans Házasságkötése révén Fülöp elnyerte a iure uxoris királyi címet és társuralkodói rangra emelkedett felesége mellett. 1329. március 5., Pamplona koronázása | 1328. október 9., Château de Conflans Házasságkötése révén Fülöp elnyerte a iure uxoris királyi címet és társuralkodói rangra emelkedett felesége mellett. 1329. március 5., Pamplona koronázása | 1343. szeptember 16. Fülöp halálával felesége újra egyeduralkodóvá válik | 1343. szeptember 16. Fülöp halálával felesége újra egyeduralkodóvá válik | II. Johanna            |

### Évreux-ház (Capeting-dinasztia), 1329–1441
| Képe | Címere | Neve                                     | Apja                                                                              | Születése        | Házassága | Királyi hitvessé válása (koronázása) | Királyi hitvesi terminus vége                                           | Halála            | Házastársa          |
| ---- | ------ | ---------------------------------------- | --------------------------------------------------------------------------------- | ---------------- | --- | --- | ----------------------------------------------------------------------- | ----------------- | ------------------- |
|      |        | II. Johanna király nem volt királyné     | X. (Civakodó) Lajos francia király, I. Lajos néven navarrai király (Capeting-ház) | 1312. január 28. | 1328. október 9., Château de Conflans Házasságkötése révén férje elnyerte a iure uxoris királyi címet és társuralkodói rangra emelkedett Johanna mellett. | 1328. október 9., Château de Conflans Házasságkötése révén férje elnyerte a iure uxoris királyi címet és társuralkodói rangra emelkedett Johanna mellett.                | 1343. szeptember 16. férje halálával Johanna újra egyeduralkodóvá válik | 1349. október 6.  | III. Fülöp          |
|      |        | Valois Johanna királyné                  | II. (Jó) János francia király (Valois-ház, Capeting-ház)                          | 1343. június 24. | 1352. február 12. | 1352. február 12. | 1373. november 3.                                                       | 1373. november 3. | II. (Gonosz) Károly |
|      |        | Kasztíliai Eleonóra királyné             | II. Henrik kasztíliai király (Trastámara-ház, Burgund-Ivreai-ház)                 | 1363 körül       | 1375. május 27. | 1387. január 1. férje trónra lépte 1403. június 3., Pamplona koronázása                                                                                                  | 1416. március 5.                                                        | 1416. március 5.  | III. (Nemes) Károly |
|      |        | II. (Aragóniai) János iure uxoris király | I. (Antequerai) Ferdinánd aragóniai király (Trastámara-ház, Burgund-Ivreai-ház)   | 1398. június 29. | 1420. június 10., Pamplona | 1425. szeptember 8. Felesége trónra léptével a bátyja, V. Alfonz aragóniai király jelenlétében Navarra királyának jelenti ki magát. 1429. május 15., Pamplona koronázása | 1441. április 1.                                                        | 1479. január 19.  | I. Blanka           |

### Trastamara-ház (Burgund-Ivreai-dinasztia), 1425–1479
| Képe | Címere                                                                                | Neve                                                                                  | Apja                                                                                  | Születése                                                                             | Házassága                                                                             | Királyi hitvessé válása (koronázása) | Királyi hitvesi terminus vége | Halála | Házastársa           |
| --- | ------------------------------------------------------------------------------------- | ------------------------------------------------------------------------------------- | ------------------------------------------------------------------------------------- | ------------------------------------------------------------------------------------- | ------------------------------------------------------------------------------------- | --- | --- | --- | -------------------- |
| |                                                                                       | I. Blanka király nem volt királyné                                                    | III. Károly navarrai király (Évreux-ház, Capeting-ház)                                | 1487. július 6.                                                                       | 1420. június 10., Pamplona                                                            | 1425. szeptember 8. János iure uxoris királyként társuralkodóvá válik Blanka mellett | 1441. április 1. Blanka halálát követően János egyeduralkodóvá válik, és megakadályozza, hogy a gyermekei kövessék anyjukat a trónöröklés rendjében, ezért a gyermekei (Eleonóra csak 1464 után) trónbitorlónak nyilvánítják apjukat, hiszen az anyjuk révén a trón valójában őket illeti. 1451-től nyílt polgárháború kezdődik Navarrában János és gyermekei között. | 1441. április 1. Blanka halálát követően János egyeduralkodóvá válik, és megakadályozza, hogy a gyermekei kövessék anyjukat a trónöröklés rendjében, ezért a gyermekei (Eleonóra csak 1464 után) trónbitorlónak nyilvánítják apjukat, hiszen az anyjuk révén a trón valójában őket illeti. 1451-től nyílt polgárháború kezdődik Navarrában János és gyermekei között. | II. (Hitetlen) János |
| |                                                                                       | Kasztíliai Johanna királyné                                                           | Fadrique Enríquez, Melgar grófja (Burgund-Ivreai-ház)                                 | 1425/30                                                                               | 1447. július 7.                                                                       | 1447. július 7. | 1468. február 13. | 1468. február 13. | II. (Hitetlen) János |
| – |                                                                                       | Klevei Ágnes királyné                                                                 | I. Adolf klevei herceg (Mark-ház)                                                     | 1422. február 24.                                                                     | 1439. szeptember 30., Olite                                                           | 1441. április 1. férje trónra lépte de iure | 1448. április 6. | 1448. április 6. | IV. (Vianai) Károly  |
| Válása után nem ment újra férjhez, uralkodása alatt nem volt királyi hitves 1461–1464                                                                 | Válása után nem ment újra férjhez, uralkodása alatt nem volt királyi hitves 1461–1464 | Válása után nem ment újra férjhez, uralkodása alatt nem volt királyi hitves 1461–1464 | Válása után nem ment újra férjhez, uralkodása alatt nem volt királyi hitves 1461–1464 | Válása után nem ment újra férjhez, uralkodása alatt nem volt királyi hitves 1461–1464 | Válása után nem ment újra férjhez, uralkodása alatt nem volt királyi hitves 1461–1464 | Válása után nem ment újra férjhez, uralkodása alatt nem volt királyi hitves 1461–1464 | Válása után nem ment újra férjhez, uralkodása alatt nem volt királyi hitves 1461–1464 | Válása után nem ment újra férjhez, uralkodása alatt nem volt királyi hitves 1461–1464 | II. Blanka           |
| |                                                                                       | Foix-i Gaston iure uxoris király                                                      | I. János foix-i gróf (Foix(-Grailly)-ház)                                             | 1423. február 26.                                                                     | 1443                                                                                  | 1464. december 2. A nővére halála után Eleonóra lesz Navarra jog szerinti (de jure) királya, vitatva apja, II. János uralmát, akivel emiatt megromlik az addigi jó viszonyuk, és ezért az apja 1469-ben megfosztja lányát a Navarra kormányzója címtől, melyet unokájára, Eleonóra elsőszülött fiára, a vianai hercegre, Gastonra ruház. Gaston halála (1470) után apa és leánya kibékülnek, és Eleonóra elismeri apja uralmát, majd annak halála (1479) után ténylegesen is trónra lép. | 1472. július 25. | 1472. július 25. | I. Eleonóra          |
| Férje halála után nem házasodott újra, tényeleges (de jure és de facto) uralkodása alatt nem volt királyi hitves 1479. január 19. – 1479. február 12. |                                                                                       |                                                                                       |                                                                                       |                                                                                       |                                                                                       | | | | I. Eleonóra          |

### Foix-Grailly-ház (Foix-dinasztia), 1479–1513
| Képe                                                               | Címere                                                             | Neve                                                               | Apja                                                               | Születése                                                          | Házassága | Királyi hitvessé válása (koronázása) | Királyi hitvesi terminus vége                                                                                           | Halála                                                             | Házastársa        |
| ------------------------------------------------------------------ | ------------------------------------------------------------------ | ------------------------------------------------------------------ | ------------------------------------------------------------------ | ------------------------------------------------------------------ | --- | --- | --- | ------------------------------------------------------------------ | ----------------- |
| Nem nősült meg, uralkodása alatt nem volt királyi hitves 1479–1483 | Nem nősült meg, uralkodása alatt nem volt királyi hitves 1479–1483 | Nem nősült meg, uralkodása alatt nem volt királyi hitves 1479–1483 | Nem nősült meg, uralkodása alatt nem volt királyi hitves 1479–1483 | Nem nősült meg, uralkodása alatt nem volt királyi hitves 1479–1483 | Nem nősült meg, uralkodása alatt nem volt királyi hitves 1479–1483 | Nem nősült meg, uralkodása alatt nem volt királyi hitves 1479–1483 | Nem nősült meg, uralkodása alatt nem volt királyi hitves 1479–1483                                                      | Nem nősült meg, uralkodása alatt nem volt királyi hitves 1479–1483 | I. Ferenc Phoebus |
| –                                                                  |                                                                    | III. (Albret) János iure uxoris király                             | I. Alain albret-i úr (Albret-ház)                                  | 1477                                                               | 1484. július 14., Orthez eljegyzés 1491. október 30. házasságkötése és eskütétele 1494. január 12., Pamplona koronázása 1512. július A navarrai főváros, Pamplona eleste után a királyi család a Pireneusokon túli tartományaiba menekül, Navarrának csak a Pireneusokon túli kis csücske (Alsó-Navarra) marad a királyi család uralma alatt. Az ország kettészakad: a Pireneusokon inneni Hispaniában fekvő nagyobbik részre: Felső-Navarrára és a Pireneusokon túli kisebbik földdarabra: Alsó-Navarrára. Ez a kettéválás 1530-ban válik véglegessé, amikor V. Károly hivatalosan is lemond Navarrának a Pireneusokon túli területeiről. | 1484. július 14., Orthez eljegyzés 1491. október 30. házasságkötése és eskütétele 1494. január 12., Pamplona koronázása 1512. július A navarrai főváros, Pamplona eleste után a királyi család a Pireneusokon túli tartományaiba menekül, Navarrának csak a Pireneusokon túli kis csücske (Alsó-Navarra) marad a királyi család uralma alatt. Az ország kettészakad: a Pireneusokon inneni Hispaniában fekvő nagyobbik részre: Felső-Navarrára és a Pireneusokon túli kisebbik földdarabra: Alsó-Navarrára. Ez a kettéválás 1530-ban válik véglegessé, amikor V. Károly hivatalosan is lemond Navarrának a Pireneusokon túli területeiről. | 1513. március 23., Pamplona Aragóniai Ferdinánd királlyá választásával a Navarrai Gyűlés trónfosztja Katalint és Jánost | 1516. június 17.                                                   | I. Katalin        |

### Albret-ház, 1484/91–1513
| Képe | Címere | Neve                                | Apja                                      | Születése | Házassága | Királyi hitvessé válása (koronázása) | Királyi hitvesi terminus vége                                                                                           | Halála            | Házastársa |
| ---- | ------ | ----------------------------------- | ----------------------------------------- | --------- | --- | --- | --- | ----------------- | ---------- |
|      |        | I. Katalin király nem volt királyné | Gaston vianai herceg (Foix(-Grailly)-ház) | 1470      | 1484. július 14., Orthez eljegyzés 1491. október 30. Házasságkötése és eskütétele révén János társuralkodóvá válik a felesége mellett. 1512. július A navarrai főváros, Pamplona eleste után a királyi család a Pireneusokon túli tartományaiba menekül, Navarrának csak a Pireneusokon túli kis csücske (Alsó-Navarra) marad a királyi család uralma alatt. Az ország kettészakad: a Pireneusokon inneni Hispaniában fekvő nagyobbik részre: Felső-Navarrára és a Pireneusokon túli kisebbik földdarabra: Alsó-Navarrára. Ez a kettéválás 1530-ban válik véglegessé, amikor V. Károly hivatalosan is lemond Navarrának a Pireneusokon túli területeiről. | 1484. július 14., Orthez eljegyzés 1491. október 30. Házasságkötése és eskütétele révén János társuralkodóvá válik a felesége mellett. 1512. július A navarrai főváros, Pamplona eleste után a királyi család a Pireneusokon túli tartományaiba menekül, Navarrának csak a Pireneusokon túli kis csücske (Alsó-Navarra) marad a királyi család uralma alatt. Az ország kettészakad: a Pireneusokon inneni Hispaniában fekvő nagyobbik részre: Felső-Navarrára és a Pireneusokon túli kisebbik földdarabra: Alsó-Navarrára. Ez a kettéválás 1530-ban válik véglegessé, amikor V. Károly hivatalosan is lemond Navarrának a Pireneusokon túli területeiről. | 1513. március 23., Pamplona Aragóniai Ferdinánd királlyá választásával a Navarrai Gyűlés trónfosztja Katalint és Jánost | 1517. február 12. | III. János |

## Kettészakadt ország: Alsó-Navarra San Juan Pie de Puerto/Saint-Jean-Pied-de-Port/Donibane Garazi székhellyel

### Foix-Grailly-ház (Foix-dinasztia), 1513–1517
| Képe | Címere | Neve                                   | Apja                              | Születése | Házassága         | Királyi hitvessé válása (koronázása) | Királyi hitvesi terminus vége                                        | Halála                                                               | Házastársa |
| ---- | ------ | -------------------------------------- | --------------------------------- | --------- | ----------------- | --- | -------------------------------------------------------------------- | -------------------------------------------------------------------- | ---------- |
| –    |        | III. (Albret) János iure uxoris király | I. Alain albret-i úr (Albret-ház) | 1477      | 1491. október 30. | 1513. március 23., Pamplona Aragóniai Ferdinánd királlyá választásával a Navarrai Gyűlés trónfosztja Katalint és Jánost, akik a navarrai főváros, Pamplona eleste (1512) után a Pireneusokon túli tartományaikba menekülnek. Navarrának csak a Pireneusokon túli kis csücske (Alsó-Navarra) marad a királyi család uralma alatt. Az ország kettészakad: a Pireneusokon inneni Hispaniában fekvő nagyobbik részre: Felső-Navarrára és a Pireneusokon túli kisebbik földdarabra: Alsó-Navarrára. Ez a kettéválás 1530-ban válik véglegessé, amikor V. Károly hivatalosan is lemond Navarrának a Pireneusokon túli területeiről. | 1516. június 17. János halálával felesége újra egyeduralkodóvá válik | 1516. június 17. János halálával felesége újra egyeduralkodóvá válik | I. Katalin |

### Albret-ház, 1513–1572
| Képe | Címere | Neve                                | Apja                                                               | Születése         | Házassága                               | Királyi hitvessé válása | Királyi hitvesi terminus vége                                       | Halála             | Házastársa   |
| ---- | ------ | ----------------------------------- | ------------------------------------------------------------------ | ----------------- | --------------------------------------- | --- | ------------------------------------------------------------------- | ------------------ | ------------ |
|      |        | I. Katalin király nem volt királyné | Gaston vianai herceg (Foix(-Grailly)-ház)                          | 1470              | 1491. október 30.                       | 1513. március 23., Pamplona Aragóniai Ferdinánd királlyá választásával a Navarrai Gyűlés trónfosztja Katalint és Jánost, akik a navarrai főváros, Pamplona eleste (1512) után a Pireneusokon túli tartományaikba menekülnek. Navarrának csak a Pireneusokon túli kis csücske (Alsó-Navarra) marad a királyi család uralma alatt. Az ország kettészakad: a Pireneusokon inneni Hispaniában fekvő nagyobbik részre: Felső-Navarrára és a Pireneusokon túli kisebbik földdarabra: Alsó-Navarrára. Ez a kettéválás 1530-ban válik véglegessé, amikor V. Károly hivatalosan is lemond Navarrának a Pireneusokon túli területeiről. | 1516. június 17. férje halálával Katalin újra egyeduralkodóvá válik | 1517. február 12.  | III. János   |
|      |        | Angoulême-i Margit királyné         | I. (Orléans-i) Károly, Angoulême grófja (Valois-ház, Capeting-ház) | 1492. április 11. | 1527. január 27., Saint-Germain-en-Laye | 1527. január 27., Saint-Germain-en-Laye | 1549. december 21.                                                  | 1549. december 21. | II. Henrik   |
|      |        | Bourbon Antal iure uxoris király    | Károly, Vendôme hercege (Bourbon-ház, Capeting-ház)                | 1518. április 22. | 1548. október 20., Moulins              | 1555. május 29. felesége trónra lépte | 1562. november 17.                                                  | 1562. november 17. | III. Johanna |

### Bourbon-ház (Capeting-dinasztia), 1572–1792 és 1814/15–1830; 1620-ban Alsó-Navarrát inkorporálja (bekebelezi) Franciaország és ekkortól a francia királyok hivatalos címe 1792-ig, majd 1814/15–1830:Franciaország és Navarra királya
| Képe | Címere | Neve | Apja | Születése | Házassága | Királyi hitvessé válása | Királyi hitvesi terminus vége | Halála | Házastársa               |
| --- | --- | --- | --- | --- | --- | --- | --- | --- | ------------------------ |
| | | Valois Margit királyné | II. Henrik francia király (Valois-ház, Capeting-ház)                                                                                | 1553. május 14. | 1572. augusztus 17. | 1572. augusztus 17. | 1599. szeptember 24. válás | 1615. március 27. | III. (IV.) Henrik        |
| | | Medici Mária királyné | I. Ferenc toscanai nagyherceg (Medici-család)                                                                                       | 1575. április 26. | 1600. december 17. | 1600. december 17. | 1610. május 14. férje meggyilkolása                                                                                                 | 1642. július 3. | III. (IV.) Henrik        |
| | | Habsburg Anna királyné | III. (II./Jámbor) Fülöp spanyol (kasztíliai) király (Habsburg-ház)                                                                  | 1601. szeptember 22. | 1615. szeptember 9. | 1615. szeptember 9. | 1643. május 14. férje halála | 1666. január 20. | II. (XIII.) Lajos        |
| | | Habsburg Mária Terézia királyné | IV. (III./Nagy) Fülöp spanyol (kasztíliai) király (Habsburg-ház)                                                                    | 1638. szeptember 10. | 1660. június 9. | 1660. június 9. | 1683. július 30. | 1683. július 30. | III. (XIV.) Lajos        |
| | | Leszczyńska Mária királyné | I. Szaniszló lengyel király (Leszczyński-ház)                                                                                       | 1703. június 23. | 1725. szeptember 4. | 1725. szeptember 4. | 1768. június 24. | 1768. június 24. | IV. (XV.) Lajos          |
| | | Habsburg–Lotaringiai Mária Antónia királyné                                                                                         | I. Ferenc német-római császár (Habsburg–Lotaringiai-ház)                                                                            | 1755. november 2. | 1770. május 16. | 1774. május 10. férje trónra lépte                                                                                                  | 1792. szeptember 21. férje trónfosztása                                                                                             | 1793. október 16 kivégezték | V. (XVI.) Lajos          |
| A köztársasági időszak alatt nem létezett a Navarra királya cím 1792–1804                                                           | A köztársasági időszak alatt nem létezett a Navarra királya cím 1792–1804                                                           | A köztársasági időszak alatt nem létezett a Navarra királya cím 1792–1804                                                           | A köztársasági időszak alatt nem létezett a Navarra királya cím 1792–1804                                                           | A köztársasági időszak alatt nem létezett a Navarra királya cím 1792–1804                                                           | A köztársasági időszak alatt nem létezett a Navarra királya cím 1792–1804                                                           | A köztársasági időszak alatt nem létezett a Navarra királya cím 1792–1804                                                           | A köztársasági időszak alatt nem létezett a Navarra királya cím 1792–1804                                                           | A köztársasági időszak alatt nem létezett a Navarra királya cím 1792–1804                                                           | Első Francia Köztársaság |
| A császársági időszak alatt nem létezett a Navarra királya cím 1804–1814/15                                                         | A császársági időszak alatt nem létezett a Navarra királya cím 1804–1814/15                                                         | A császársági időszak alatt nem létezett a Navarra királya cím 1804–1814/15                                                         | A császársági időszak alatt nem létezett a Navarra királya cím 1804–1814/15                                                         | A császársági időszak alatt nem létezett a Navarra királya cím 1804–1814/15                                                         | A császársági időszak alatt nem létezett a Navarra királya cím 1804–1814/15                                                         | A császársági időszak alatt nem létezett a Navarra királya cím 1804–1814/15                                                         | A császársági időszak alatt nem létezett a Navarra királya cím 1804–1814/15                                                         | A császársági időszak alatt nem létezett a Navarra királya cím 1804–1814/15                                                         | Első Francia Császárság  |
| Felesége halála után nem nősült meg, uralkodása alatt nem volt királyi hitves 1814/15–1824                                          | Felesége halála után nem nősült meg, uralkodása alatt nem volt királyi hitves 1814/15–1824                                          | Felesége halála után nem nősült meg, uralkodása alatt nem volt királyi hitves 1814/15–1824                                          | Felesége halála után nem nősült meg, uralkodása alatt nem volt királyi hitves 1814/15–1824                                          | Felesége halála után nem nősült meg, uralkodása alatt nem volt királyi hitves 1814/15–1824                                          | Felesége halála után nem nősült meg, uralkodása alatt nem volt királyi hitves 1814/15–1824                                          | Felesége halála után nem nősült meg, uralkodása alatt nem volt királyi hitves 1814/15–1824                                          | Felesége halála után nem nősült meg, uralkodása alatt nem volt királyi hitves 1814/15–1824                                          | Felesége halála után nem nősült meg, uralkodása alatt nem volt királyi hitves 1814/15–1824                                          | VII. (XVIII.) Lajos      |
| Felesége halála után nem nősült meg, uralkodása alatt nem volt királyi hitves 1824–1830                                             | Felesége halála után nem nősült meg, uralkodása alatt nem volt királyi hitves 1824–1830                                             | Felesége halála után nem nősült meg, uralkodása alatt nem volt királyi hitves 1824–1830                                             | Felesége halála után nem nősült meg, uralkodása alatt nem volt királyi hitves 1824–1830                                             | Felesége halála után nem nősült meg, uralkodása alatt nem volt királyi hitves 1824–1830                                             | Felesége halála után nem nősült meg, uralkodása alatt nem volt királyi hitves 1824–1830                                             | Felesége halála után nem nősült meg, uralkodása alatt nem volt királyi hitves 1824–1830                                             | Felesége halála után nem nősült meg, uralkodása alatt nem volt királyi hitves 1824–1830                                             | Felesége halála után nem nősült meg, uralkodása alatt nem volt királyi hitves 1824–1830                                             | V. (X.) Károly           |
| 1830-tól végleg eltűnik a Navarra királya cím a francia uralkodók titulusaiból és a köztársaság ezt meg is szünteti 1830–napjainkig | 1830-tól végleg eltűnik a Navarra királya cím a francia uralkodók titulusaiból és a köztársaság ezt meg is szünteti 1830–napjainkig | 1830-tól végleg eltűnik a Navarra királya cím a francia uralkodók titulusaiból és a köztársaság ezt meg is szünteti 1830–napjainkig | 1830-tól végleg eltűnik a Navarra királya cím a francia uralkodók titulusaiból és a köztársaság ezt meg is szünteti 1830–napjainkig | 1830-tól végleg eltűnik a Navarra királya cím a francia uralkodók titulusaiból és a köztársaság ezt meg is szünteti 1830–napjainkig | 1830-tól végleg eltűnik a Navarra királya cím a francia uralkodók titulusaiból és a köztársaság ezt meg is szünteti 1830–napjainkig | 1830-tól végleg eltűnik a Navarra királya cím a francia uralkodók titulusaiból és a köztársaság ezt meg is szünteti 1830–napjainkig | 1830-tól végleg eltűnik a Navarra királya cím a francia uralkodók titulusaiból és a köztársaság ezt meg is szünteti 1830–napjainkig | 1830-tól végleg eltűnik a Navarra királya cím a francia uralkodók titulusaiból és a köztársaság ezt meg is szünteti 1830–napjainkig | Franciaország            |

## Kettészakadt ország: Felső-Navarra Pamplona (Iruñea) székhellyel

### Habsburg-ház, 1516–1700
| Képe | Címere | Neve | Apja | Születése | Házassága | Királyi hitvessé válása | Királyi hitvesi terminus vége | Halála | Házastársa               |
| --- | --- | --- | --- | --- | --- | --- | --- | --- | ------------------------ |
| | | Foix Germána királyné | Foix János navarrai királyi herceg (Foix(-Grailly)-ház) | 1488/90 | 1506. március 22., Dénia, Valencia | 1513. március 23., Pamplona Férjét a Navarrai Gyűlés királlyá választja                                                                                                | 1516. január 25. férje halála | 1538. október 18. | I. (Katolikus) Ferdinánd |
| Férje halála után nem házasodott újra, de fia, Habsburg Károly társuralkodóvá válik mellette, Johanna révén azonban uralkodása alatt nem volt királyi hitves 1516–1555 | Férje halála után nem házasodott újra, de fia, Habsburg Károly társuralkodóvá válik mellette, Johanna révén azonban uralkodása alatt nem volt királyi hitves 1516–1555 | Férje halála után nem házasodott újra, de fia, Habsburg Károly társuralkodóvá válik mellette, Johanna révén azonban uralkodása alatt nem volt királyi hitves 1516–1555 | Férje halála után nem házasodott újra, de fia, Habsburg Károly társuralkodóvá válik mellette, Johanna révén azonban uralkodása alatt nem volt királyi hitves 1516–1555 | Férje halála után nem házasodott újra, de fia, Habsburg Károly társuralkodóvá válik mellette, Johanna révén azonban uralkodása alatt nem volt királyi hitves 1516–1555 | Férje halála után nem házasodott újra, de fia, Habsburg Károly társuralkodóvá válik mellette, Johanna révén azonban uralkodása alatt nem volt királyi hitves 1516–1555 | Férje halála után nem házasodott újra, de fia, Habsburg Károly társuralkodóvá válik mellette, Johanna révén azonban uralkodása alatt nem volt királyi hitves 1516–1555 | Férje halála után nem házasodott újra, de fia, Habsburg Károly társuralkodóvá válik mellette, Johanna révén azonban uralkodása alatt nem volt királyi hitves 1516–1555 | Férje halála után nem házasodott újra, de fia, Habsburg Károly társuralkodóvá válik mellette, Johanna révén azonban uralkodása alatt nem volt királyi hitves 1516–1555 | I. (Őrült) Johanna       |

| Képe | Címere | Neve                                   | Apja                                                               | Születése          | Házassága          | Királyi hitvessé válása              | Királyi hitvesi terminus vége     | Halála             | Házastársa               |
| ---- | ------ | -------------------------------------- | ------------------------------------------------------------------ | ------------------ | ------------------ | ------------------------------------ | --------------------------------- | ------------------ | ------------------------ |
|      |        | Portugáliai Izabella királyné          | I. Mánuel portugál király (Avis-ház)                               | 1503. október 23   | 1526. március 10.  | 1526. március 10.                    | 1539. május 1.                    | 1539. május 1.     | V. Károly                |
|      |        | Tudor Mária királyné                   | VIII. Henrik angol király (Tudor-ház)                              | 1516. február 18.  | 1554. július 25.   | 1556. január 16. férje trónra lépte  | 1558. november 17.                | 1558. november 17. | IV. (II./Okos) Fülöp     |
|      |        | Valois Erzsébet királyné               | II. Henrik francia király (Valois-ház)                             | 1545. április 2.   | 1559. június 22.   | 1559. június 22.                     | 1568. október 3.                  | 1568. október 3.   | IV. (II./Okos) Fülöp     |
|      |        | Habsburg Anna királyné                 | II. (I.) Miksa német-római császár és magyar király (Habsburg-ház) | 1549. november 1.  | 1570. május 4.     | 1570. május 4.                       | 1580. október 26.                 | 1580. október 26.  | IV. (II./Okos) Fülöp     |
|      |        | Ausztriai Margit királyné              | II. Károly, Stájország, Karintia és Krajna hercege (Habsburg-ház)  | 1584. december 25. | 1599. április 18.  | 1599. április 18.                    | 1611. október 3.                  | 1611. október 3.   | V. (III./Jámbor) Fülöp   |
|      |        | Bourbon Izabella királyné              | IV. Henrik francia király (Bourbon-ház)                            | 1602. november 22. | 1615. november 25. | 1621. március 31. férje trónra lépte | 1644. október 6.                  | 1644. október 6.   | VI. (IV./Nagy) Fülöp     |
|      |        | Habsburg Mária Anna királyné           | III. Ferdinánd német-római császár és magyar király (Habsburg-ház) | 1634. december 24. | 1649. október 7.   | 1649. október 7.                     | 1665. szeptember 17. férje halála | 1696. május 16.    | VI. (IV./Nagy) Fülöp     |
|      |        | Bourbon-Orléans-i Mária Lujza királyné | I. Fülöp orléans-i herceg (Bourbon-ház)                            | 1662. március 26.  | 1679. november 19. | 1679. november 19.                   | 1689. február 12.                 | 1689. február 12.  | VI. (II./Babonás) Károly |
|      |        | Pfalz–Neuburgi Mária Anna királyné     | II. Fülöp Vilmos pflazi választó (Wittelsbach-ház)                 | 1667. október 28.  | 1690. május 14.    | 1690. május 14.                      | 1700. november 1. férje halála    | 1740. július 16.   | VI. (II./Babonás) Károly |

#### A spanyol örökösödési háború királynéi, 1700–1714
| Képe | Címere | Neve | Apja | Születése | Házassága | Királyi hitvessé válása | Királyi hitvesi terminus vége | Halála | Házastársa              |
| --- | --- | --- | --- | --- | --- | --- | --- | --- | ----------------------- |
| | | Savoyai Mária Lujza királyné | II. Viktor Amadeusz szárd király (Savoyai-ház) | 1688. szeptember 13. | 1701. november 3. | 1701. november 3. | 1705 férje trónfosztása | 1714. február 14. | VII. (V./Bourbon) Fülöp |
| | | Braunschweig–Wolfenbütteli Erzsébet Krisztina királyné | Lajos Rudolf Braunschweig–lüneburgi uralkodó herceg (Welf-ház) | 1691. augusztus 28. | 1708. augusztus 1. | 1708. augusztus 1. | 1714. szeptember 7. férje lemondása | 1750. december 21. | VII. (Habsburg) Károly  |
| 1715-től, a Bourbonok győzelmével véget ért spanyol örökösödési háború befejeződésétől érvénybe lépnek az 1707-ben VII. (V./Bourbon) Fülöp kibocsátotta Decretos de Nueva Planta rendelkezései, amelyek a hispániai (ibériai) királyságokat Portugália kivételével egységes Spanyol Királysággá formálják. Ettől kezdve a pamplonai székhelyű (Felső-)Navarra napjainkig egyszerű spanyol tartománnyá válik. | 1715-től, a Bourbonok győzelmével véget ért spanyol örökösödési háború befejeződésétől érvénybe lépnek az 1707-ben VII. (V./Bourbon) Fülöp kibocsátotta Decretos de Nueva Planta rendelkezései, amelyek a hispániai (ibériai) királyságokat Portugália kivételével egységes Spanyol Királysággá formálják. Ettől kezdve a pamplonai székhelyű (Felső-)Navarra napjainkig egyszerű spanyol tartománnyá válik. | 1715-től, a Bourbonok győzelmével véget ért spanyol örökösödési háború befejeződésétől érvénybe lépnek az 1707-ben VII. (V./Bourbon) Fülöp kibocsátotta Decretos de Nueva Planta rendelkezései, amelyek a hispániai (ibériai) királyságokat Portugália kivételével egységes Spanyol Királysággá formálják. Ettől kezdve a pamplonai székhelyű (Felső-)Navarra napjainkig egyszerű spanyol tartománnyá válik. | 1715-től, a Bourbonok győzelmével véget ért spanyol örökösödési háború befejeződésétől érvénybe lépnek az 1707-ben VII. (V./Bourbon) Fülöp kibocsátotta Decretos de Nueva Planta rendelkezései, amelyek a hispániai (ibériai) királyságokat Portugália kivételével egységes Spanyol Királysággá formálják. Ettől kezdve a pamplonai székhelyű (Felső-)Navarra napjainkig egyszerű spanyol tartománnyá válik. | 1715-től, a Bourbonok győzelmével véget ért spanyol örökösödési háború befejeződésétől érvénybe lépnek az 1707-ben VII. (V./Bourbon) Fülöp kibocsátotta Decretos de Nueva Planta rendelkezései, amelyek a hispániai (ibériai) királyságokat Portugália kivételével egységes Spanyol Királysággá formálják. Ettől kezdve a pamplonai székhelyű (Felső-)Navarra napjainkig egyszerű spanyol tartománnyá válik. | 1715-től, a Bourbonok győzelmével véget ért spanyol örökösödési háború befejeződésétől érvénybe lépnek az 1707-ben VII. (V./Bourbon) Fülöp kibocsátotta Decretos de Nueva Planta rendelkezései, amelyek a hispániai (ibériai) királyságokat Portugália kivételével egységes Spanyol Királysággá formálják. Ettől kezdve a pamplonai székhelyű (Felső-)Navarra napjainkig egyszerű spanyol tartománnyá válik. | 1715-től, a Bourbonok győzelmével véget ért spanyol örökösödési háború befejeződésétől érvénybe lépnek az 1707-ben VII. (V./Bourbon) Fülöp kibocsátotta Decretos de Nueva Planta rendelkezései, amelyek a hispániai (ibériai) királyságokat Portugália kivételével egységes Spanyol Királysággá formálják. Ettől kezdve a pamplonai székhelyű (Felső-)Navarra napjainkig egyszerű spanyol tartománnyá válik. | 1715-től, a Bourbonok győzelmével véget ért spanyol örökösödési háború befejeződésétől érvénybe lépnek az 1707-ben VII. (V./Bourbon) Fülöp kibocsátotta Decretos de Nueva Planta rendelkezései, amelyek a hispániai (ibériai) királyságokat Portugália kivételével egységes Spanyol Királysággá formálják. Ettől kezdve a pamplonai székhelyű (Felső-)Navarra napjainkig egyszerű spanyol tartománnyá válik. | 1715-től, a Bourbonok győzelmével véget ért spanyol örökösödési háború befejeződésétől érvénybe lépnek az 1707-ben VII. (V./Bourbon) Fülöp kibocsátotta Decretos de Nueva Planta rendelkezései, amelyek a hispániai (ibériai) királyságokat Portugália kivételével egységes Spanyol Királysággá formálják. Ettől kezdve a pamplonai székhelyű (Felső-)Navarra napjainkig egyszerű spanyol tartománnyá válik. | Spanyolország           |